# Diodora minuta
Diodora minuta är en snäckart som först beskrevs av Jean-Baptiste Lamarck 1822.  Diodora minuta ingår i släktet Diodora och familjen nyckelhålssnäckor. Inga underarter finns listade i Catalogue of Life.